# The Fire (Senses Fail)
The Fire è il quarto album in studio del gruppo alternative rock statunitense Senses Fail. È l'ultimo album del gruppo che vede la partecipazione di Garrett Zablocki.

## Tracce
1. The Fire – 3:44
2. Saint Anthony – 3:15
3. New Year's Eve – 3:14
4. Safe House – 3:18
5. Coward – 3:30
6. Landslide – 3:45
7. Headed West – 3:12
8. Lifeboats – 3:32
9. Nero – 3:49
10. Irish Eyes – 3:23
11. Hold On – 3:51

iTunes Bonus track
1. Ghost Town – 3:50

## Limited edition DVD
L'album è stato anche pubblicato in versione Limited Edition, abbinato a un DVD che conteneva la registrazione di un concerto della band tenutosi il 31 ottobre 2009 allo Starland Ballroom a Sayreville, NJ. Oltre a 90 minuti di concerto, il DVD conteneva anche delle interviste esclusive con la band.
Tracce del DVD
1. Steven
2. Bonecrusher
3. Sick or Sane (Fifty For a Twenty)
4. Irony of Dying on Your Birthday
5. Lady in a Blue Dress
6. Wolves at the Door
7. Buried a Lie
8. NJ Falls Into the Atlantic
9. Rum is for Drinking, Not for Burning
10. Bloody Romance
11. Calling All Cars
12. Bite to Break Skin
13. Lungs Like Gallows
14. Family Tradition
15. Shark Attack
16. Can't Be Saved
17. 187

## Formazione
- Buddy Nielsen – voce
- Garrett Zablocki – chitarra, cori
- Jason Black – basso
- Dan Trapp – batteria, percussioni